# Andronico di Pannonia
Andronico (I secolo – Pannonia, I secolo) è stato un santo romano, membro insigne della prima comunità cristiana e riconosciuto come martire.
Cristiano di Roma, fu salutato da Paolo alla fine dell'epistola ai Romani come uno dei suoi “parenti e compagni di prigionia”. Dice di lui che “era in Cristo” prima di Paolo stesso e lo chiama “apostolo insigne” (16,7). 
Fu forse marito di Giunia se questo nome, citato con il suo, apparteneva a una donna. Proclamato santo dalla Chiesa, viene ricordato il 30 giugno.
Il suo nome, come pure quello di Giunia, non compare nel Martirologio Romano.